# Sumakuru
Genre
Sumakuru est un genre d'araignées aranéomorphes de la famille des Salticidae.

## Distribution
Les espèces de ce genre se rencontrent en Équateur et en Colombie.

## Liste des espèces
Selon World Spider Catalog (version 18.0, 24/06/2017) :
- Sumakuru bigal Maddison, 2016
- Sumakuru felca Galvis, 2017

## Publication originale
- Maddison, 2016 : Sumakuru, a deeply-diverging new genus of lyssomanine jumping spiders from Ecuador (Araneae: Salticidae). ZooKeys, no 614, p. 87-96 (texte intégral).